# Danzadarjaa Khiid
Le monastère Danzadarjaa Khiid est un monastère bouddhiste de Mongolie de l'école Gelugpa du bouddhisme tibétain. 
Les vestiges de Möröngiin Khuree, monastère qui fut fondé en 1809-1811 demeure sur les rives de la rivière Delgermörön. Au début du XXe siècle, le monastère avait une population d'à peu près 1300 lamas, mais a été détruit en 1937. Un nouveau petit monastère de Danzadarjaa Khiid a été érigé à l'ouest de la ville Mörön en 1990.